# Арсений Новгородский
Арсений, в миру Амвросий (1500, Ржев — 12 июля 1570 или 1577, Новгород) — преподобный, новгородский затворник, кожевник, основатель новгородского Арсениева Богородицкого мужского монастыря (ныне упраздненного). Мощи его покоятся в Кирилловском монастыре; память — 12 июля.

## Биография
Родился около 1500 года в Ржеве-Владимирове в семье кожевенника Григория и Пелагии (впоследствии инокиня Аполлинария), имел братьев и сестёр: Григория, Стефана, Татьяну и Вассу. Амвросий с юных лет был приучён к ремеслу, в котором он помогал отцу до смерти последнего. Через полгода после женитьбы он тайно ушёл в Великий Новгород, откуда написал матери и жене письмо, в котором изложил причины, побудившие его уйти из мира. В продолжение первых пяти лет, проведённых им в Новгороде, он занимался кожевенною работою и тайно постился и молился. О благочестивой жизни Амвросия узнал известный в своё время строитель храмов и обителей, новгородец Фёдор Дмитриевич Сырков, который выразил ему готовность доставлять средства для построения новой обители.
Амвросий принял иночество с именем Арсения и в 1562 году построил обитель и храм в честь Рождества Богородицы. Обитель находилась возле Мироносицкой церкви на торговой стороне в Ярославовом дворище, на правом берегу реки Волхова. С основанием обители Арсений продолжал вести строго религиозную жизнь, постоянно носил вериги. В 1570 году после казни новгородцев царь Иоанн Васильевич задумал построить себе дворец на Ярославовом дворище, но, узнав о пребывании здесь преподобного Арсения, явился к нему предварительно с дарами и наружным смирением. Преподобный инок не устрашился обличить Иоанна Грозного за его жестокость и не принял даров его. Иоанн смолчал. 11 июля того же года Иоанн Васильевич, собираясь идти на Псков, опять посетил Арсения и просил его благословения на предстоявший путь. «Завтра, государь, — отвечал ему затворник, — готов я в путь за тобою». Иоанн обрадовался, предполагая, что Арсений решился сопутствовать ему во Псков; но преподобный на следующее утро умер. Похоронен в том же затворе, где жил.
По обретении мощей Арсения над ними была устроена сперва каменная часовня, а затем церковь Рождества Христова с приделом во имя святого Леонтия, епископа Ростовского. 8 мая 1785 года мощи преподобного перенесены из ныне упразднённого новгородского Арсениева монастыря в Кириллов-Новгородский монастырь, где они почивают под спудом в приделе по правую сторону главной церкви. Местная память его чтится 8 мая, а общая — 12 июля. Житие написано в 1701 году).